# تیم مارشال (روزنامه‌نگار)
تیم مارشال یا تیموتی جان مارشال (انگلیسی: Timothy John Marshall؛ زادهٔ ۱ مهٔ ۱۹۵۹) یک روزنامه‌نگار، نویسنده، و مجری پخش همگانی انگلیسی است که به‌خاطر تجزیه و تحلیل تحولات در اخبار خارجی و دیپلماسی بین‌المللی مشهور است.
مارشال سردبیر سابق دیپلماتیک و همچنین سردبیر بخش خارجی اسکای نیوز، یک مفسر مهمان در بخش رویدادهای جهانی برای بی‌بی‌سی، اسکای نیوز و یک مجری میهمان در برنامه LBC است.

## آثار

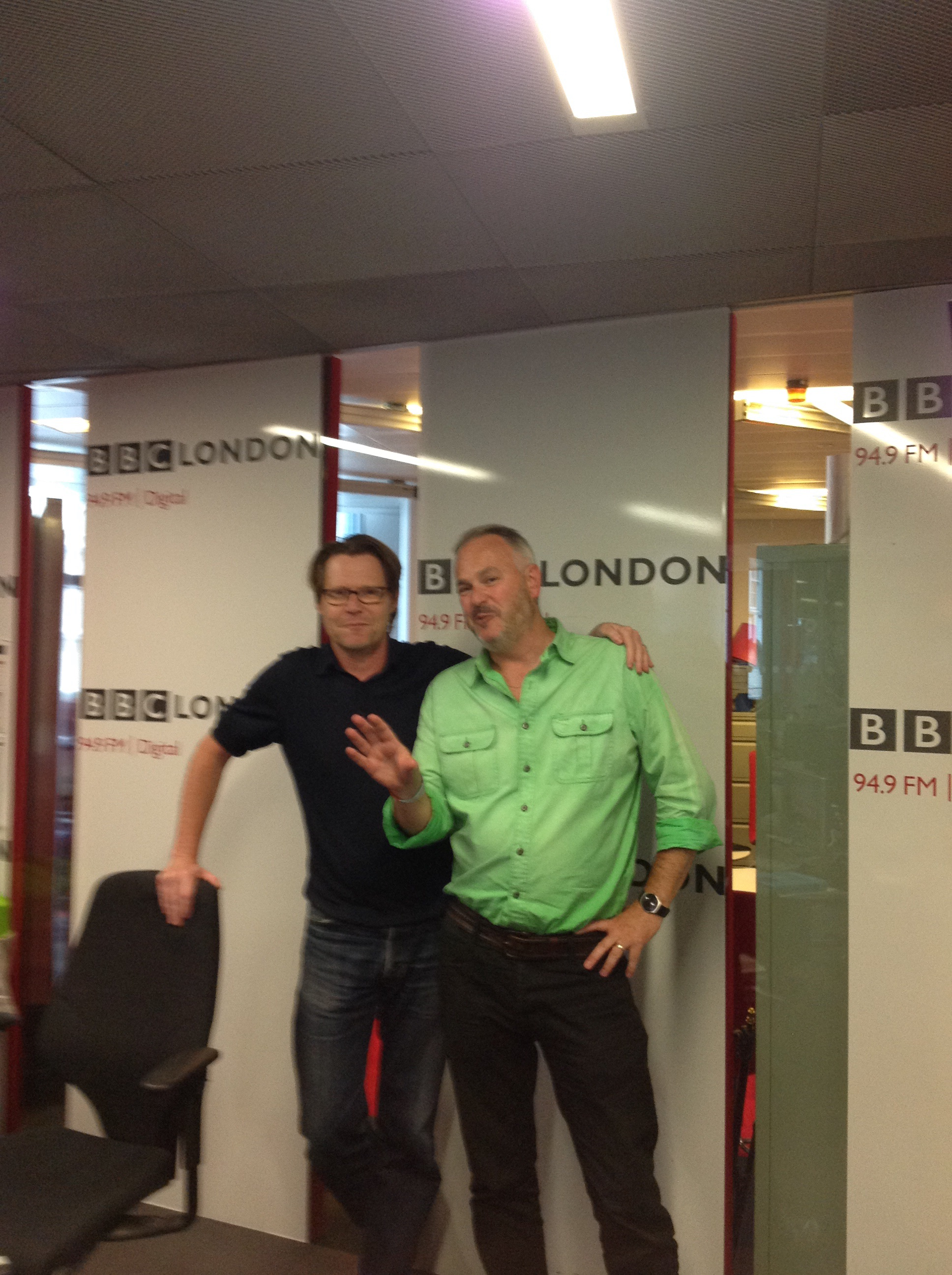
تیم مارشال با رابرت المز، بی بی سی لندن، اوت ۲۰۱۴.

او شش کتاب از جمله زندانیان جغرافیا و یک روز یکشنبه پرفروش را نوشته‌است. او همچنین نسخه مصور کودکان این کتاب را در سال ۲۰۱۹ منتشر کرد که به عنوان کتاب سال معرفی شده‌است.